# Жар-птица и Василиса-царевна
«Жар-птица и Василиса-царевна» — сюжет восточнославянских народных сказок. Относится к так называемым волшебным сказкам.
По системе классификации сказочных сюжетов Аарне-Томпсона имеет индекс 531 «Конёк-горбунок»: конь помогает герою на службе у царя; герой добывает жар-птицу, царевну, выполняет её свадебные поручения; купается в кипятке и становится красавцем; царь пробует то же, погибает; герой получает руку царевны. 
Существует русских вариантов — 51 (из них три под номерами 169, 170, 185 опубликованы в сборнике Афанасьева), украинских — 40, белорусских — 24.
Была переведена на английский язык Артуром Рэнсомом под названием The Fire-Bird, the Horse of Power and the Princess Vasillisa.
Сказка печаталаcь как в сборниках русских сказок, так и отдельно, также выпускалась в виде аудиосказок.

## Сюжет сказок из сборнике Афанасьева
Сказка учит осмотрительности, всегда обдумывать свои поступки и полагаться в невзгодах на дружескую помощь.
В ней рассказывается про Стрельца-удальца, который служил царю. Однажды поехал стрелец поохотиться на своём богатырском коне и нашел на земле золотое перо Жар-птицы. Не послушав своего коня, Стрелец поднял перо и привёз его во дворец царя. Увидев такое красивое золотое перо, царь приказал Стрельцу-удальцу найти и привезти саму птицу, иначе стрелец поплатится своей головой.
Богатырский конь подсказал Стрельцу как поймать жар-птицу, и её доставили царю. Удивившись такой удаче Стрельца, царь приказал ему достать невесту, которая живёт на самом краю света, звать её Василиса-царевна. С помощью своего верного коня Стрелец-удалец сумел заманить к себе Василису-царевну и привёз её в царский дворец. Очутившись далеко от синего моря, в чужих краях, Василиса стала тосковать и плакать. Она решила хитростью избежать женитьбы и поставила царю условия, которые казались невыполнимыми: сначала попросила привезти её подвенечное платье, что снова пришлось выполнять Стрельцу. Потом поставила условие, чтобы Стрелец искупался в кипящей воде и больше не смог помогать царю.
Стрелец, уже не радуясь тому, что когда-то не послушался своего верного коня, снова пришёл к нему и сообщил о своей беде. Богатырский конь заранее заговорил своего хозяина, чтобы кипяток не повредил его телу, и того бросили в котел с кипятком. Окунувшись в воде, Стрелец-удалец выскочил невредимым из котла и сделался необыкновенным красавцем. Царь решил тоже стать таким красивым и молодым, бросился в котёл и весь обварился. Царя похоронили, на его место выбрали Стрельца, который женился на Василисе-царевне и долгие годы жил с ней в любви и согласии.
Похожий сюжет, но с другими сказочными героями, имеет малороссийская сказка «Тремсинъ, Жаръ−птица и Настасья прекрасная изъ моря».